# Csakvarotherium
Csakvarotherium — викопний рід жирафових. Його вперше назвав Крецой у 1930 році. Його скам'янілості були знайдені в Угорщині.